# 李宗昉 (清朝)
李宗昉（1779年—1846年），字静远，号芝齡，江蘇山陽人。清朝政治人物。
李宗昉為嘉慶七年（1802）壬戌殿試榜眼，曾經五次典考鄉試（嘉慶甲子，陝西；道光壬午，江西；戊子、辛卯，俱順天；壬辰，浙江），兩次典考會試（道光壬午、己丑），三次任學政（貴州、浙江、江西）。历任吏部侍郎兼管国子监、顺天府尹、左都御史。官至禮部尚書。道光二十六年去世。劝停丈量贵州田地，专心尽职，不以矫激沽名。著有《闻妙香室诗文集》、《黔记》、《致用丛书》等。